# Скрентон (Пенсільванія)
Скре́нтон (англ. Scranton) — місто (англ. city) на північному сході США, в окрузі Лекаванна штату Пенсільванія. Населення — 76 328 осіб (2020).

## Географія
Скрентон розташований за координатами 41°24′15″ пн. ш. 75°39′57″ зх. д. / 41.40417° пн. ш. 75.66583° зх. д. (41.404178, -75.665908). За даними Бюро перепису населення США в 2010 році місто мало площу 66,14 км², з яких 65,55 км² — суходіл та 0,59 км² — водойми.

## Демографія
Згідно з переписом 2010 року, у місті мешкало 76 089 осіб у 30 069 домогосподарствах у складі 17 190 родин. Густота населення становила 1150 осіб/км². Було 33853 помешкання (512/км²).
Расовий склад населення:
| - 84,1 % — білих - 5,5 % — чорних або афроамериканців - 3,0 % — азіатів - 0,2 % — корінних американців - 4,7 % — осіб інших рас |

До двох чи більше рас належало 2,5 %. Частка іспаномовних становила 9,9 % від усіх жителів.
За віковим діапазоном населення розподілялося таким чином: 20,4 % — особи молодші 18 років, 63,2 % — особи у віці 18—64 років, 16,4 % — особи у віці 65 років та старші. Медіана віку мешканця становила 37,9 року. На 100 осіб жіночої статі у місті припадало 92,9 чоловіків; на 100 жінок у віці від 18 років та старших — 90,1 чоловіків також старших 18 років.
Середній дохід на одне домашнє господарство становив 49 704 долари США (медіана — 37 218), а середній дохід на одну сім'ю — 60 088 доларів (медіана — 49 351). Медіана доходів становила 40 382 долари для чоловіків та 31 286 доларів для жінок. За межею бідності перебувало 22,1 % осіб, у тому числі 31,8 % дітей у віці до 18 років та 11,2 % осіб у віці 65 років та старших.
Цивільне працевлаштоване населення становило 32 372 особи. Основні галузі зайнятості: освіта, охорона здоров'я та соціальна допомога — 29,7 %, роздрібна торгівля — 13,8 %, виробництво — 10,1 %, мистецтво, розваги та відпочинок — 9,4 %.

## Українська діаспора
76 000 мешканців, у тому числі понад 1 000 українців, які тут оселялися з 1870-х років (переважно працювали у копальнях вугілля). У Скрентоні є 2 греко-католицькі (укр.-кат. і закарп.) та 1 українська православна церкви, централя Українського Робітничого Союзу (з 1910) і його орган «Народна Воля», діє низка українських організацій.
За переписом 2000 року в місті мешкав 1 181 українець.

## Цікаві факти
- У 1851 році прокладена залізниця.
- У 1880 році Скрентон електрифікований, отримав алегоричну назву «електричного міста».
- У 1886 році в місті відкрито перший у США трамвай, ліквідовано в 1954 р. — є профільний музей.
- У 1900 році перепис населення США засвідчив 102 026 жителів у Скрентоні (38-ме місто за чисельністю у США), у 1930-х роках населення перевищувало 140 тисяч.
- Аеропорт Скрентона згадується у фільмі «Сам удома» як місце повернення матері Кевіна МакКалістера Кейт з Парижа.
- У цьому місті відбувається дія популярного комедійного телесеріалу «Офіс».

## Персоналії
- Роберт Гіббс (1860—1941) — американський актор театру та кіно
- Чарльз Мак-Артур (1895—1956) — американський драматург та сценарист
- Лізабет Скотт (1922—2015) — американська акторка, найбільш відома завдяки ролям у фільмах-нуар.
- Джо Байден — американський державний і політичний діяч. 46-й президент США з 20 січня 2021 до 20 січня 2025 року.

## Світлини

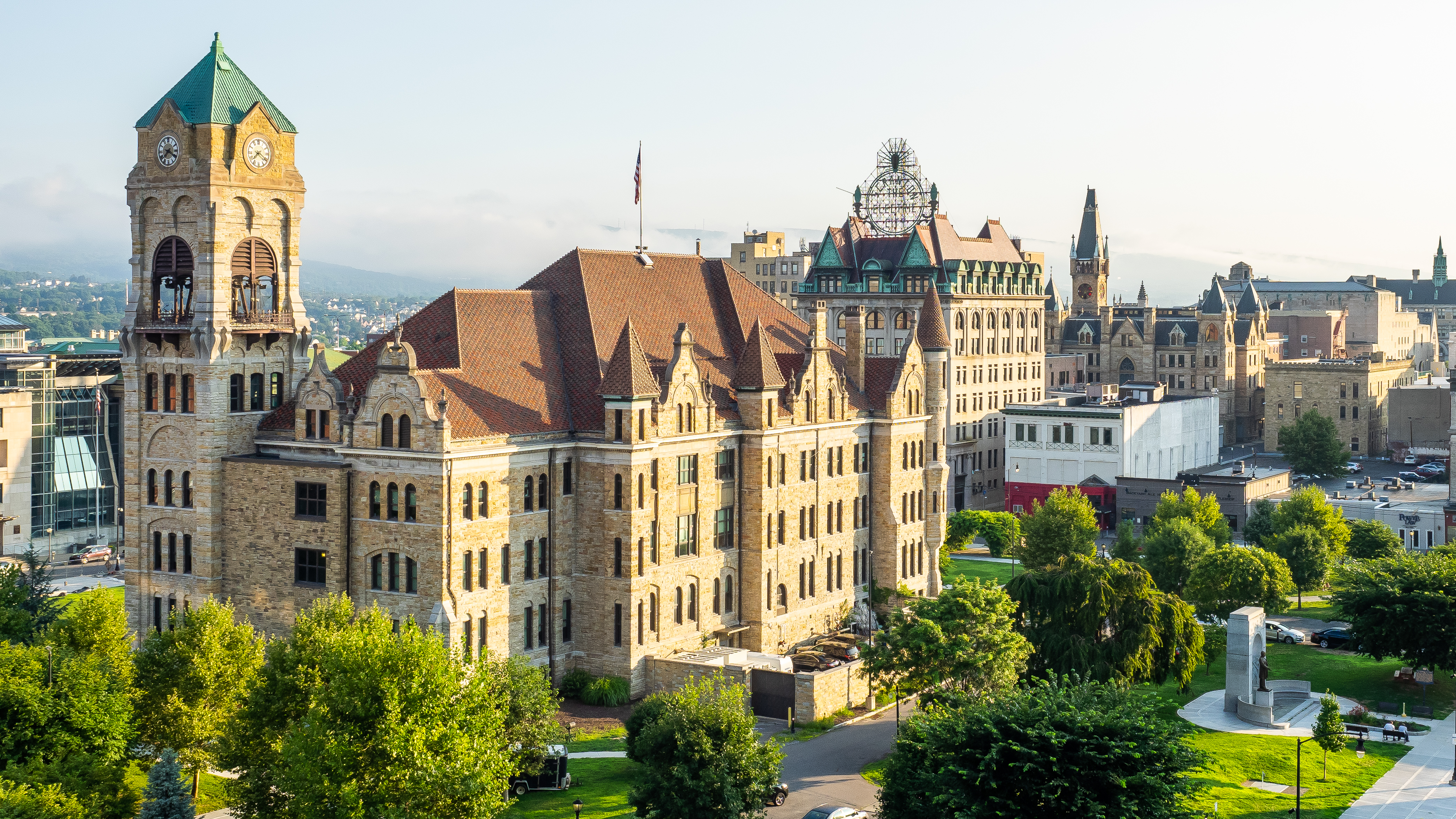
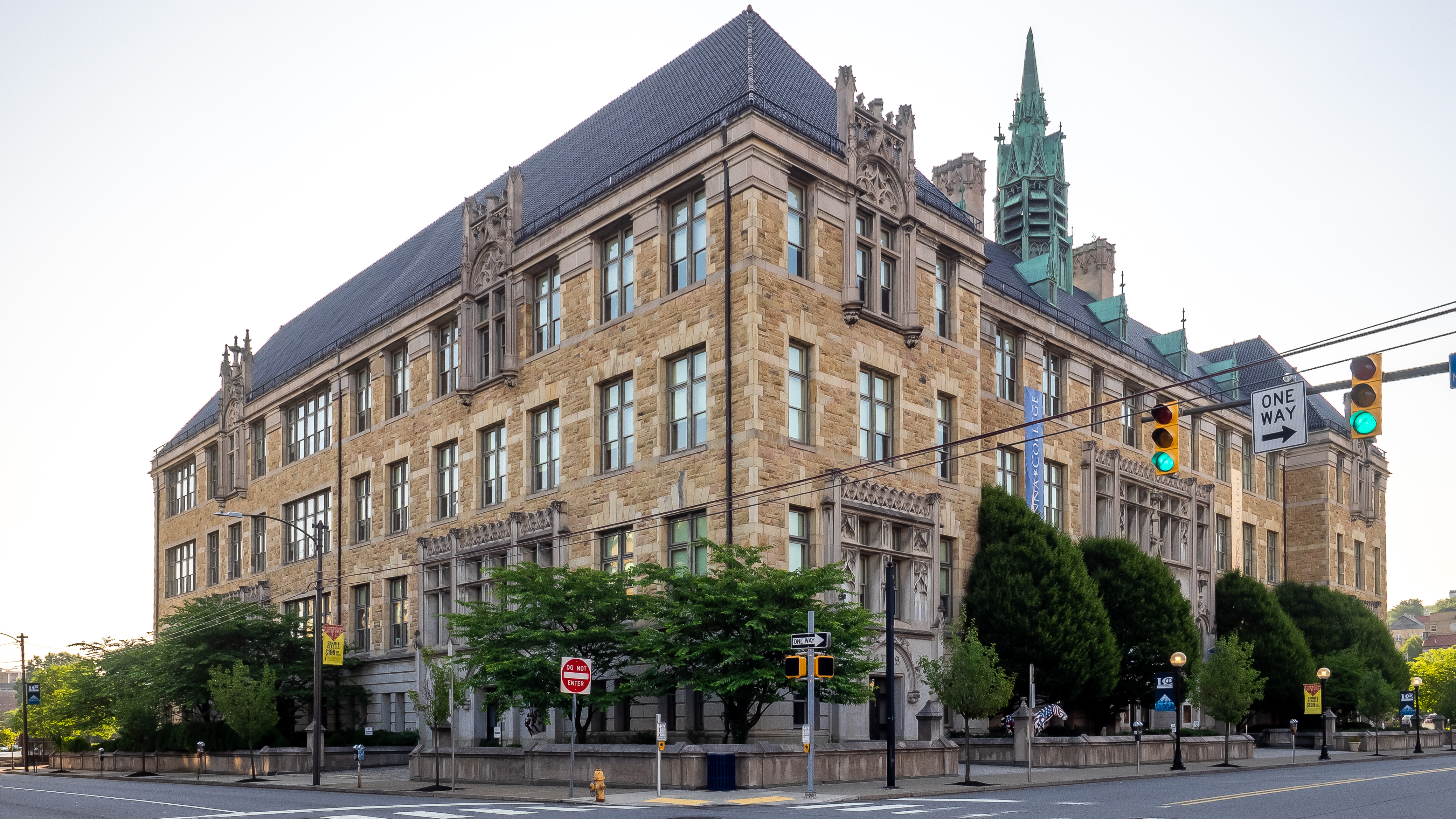
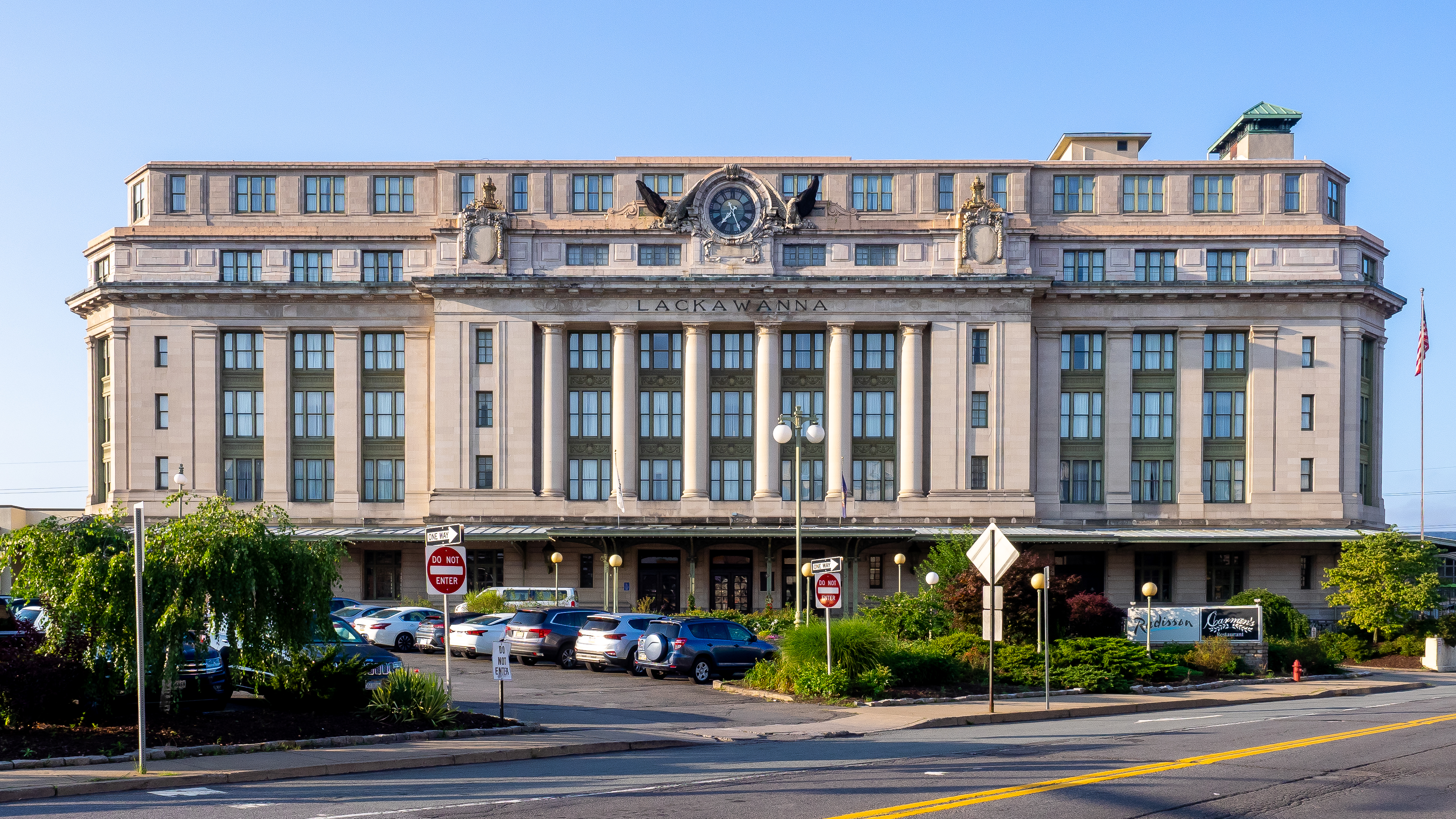
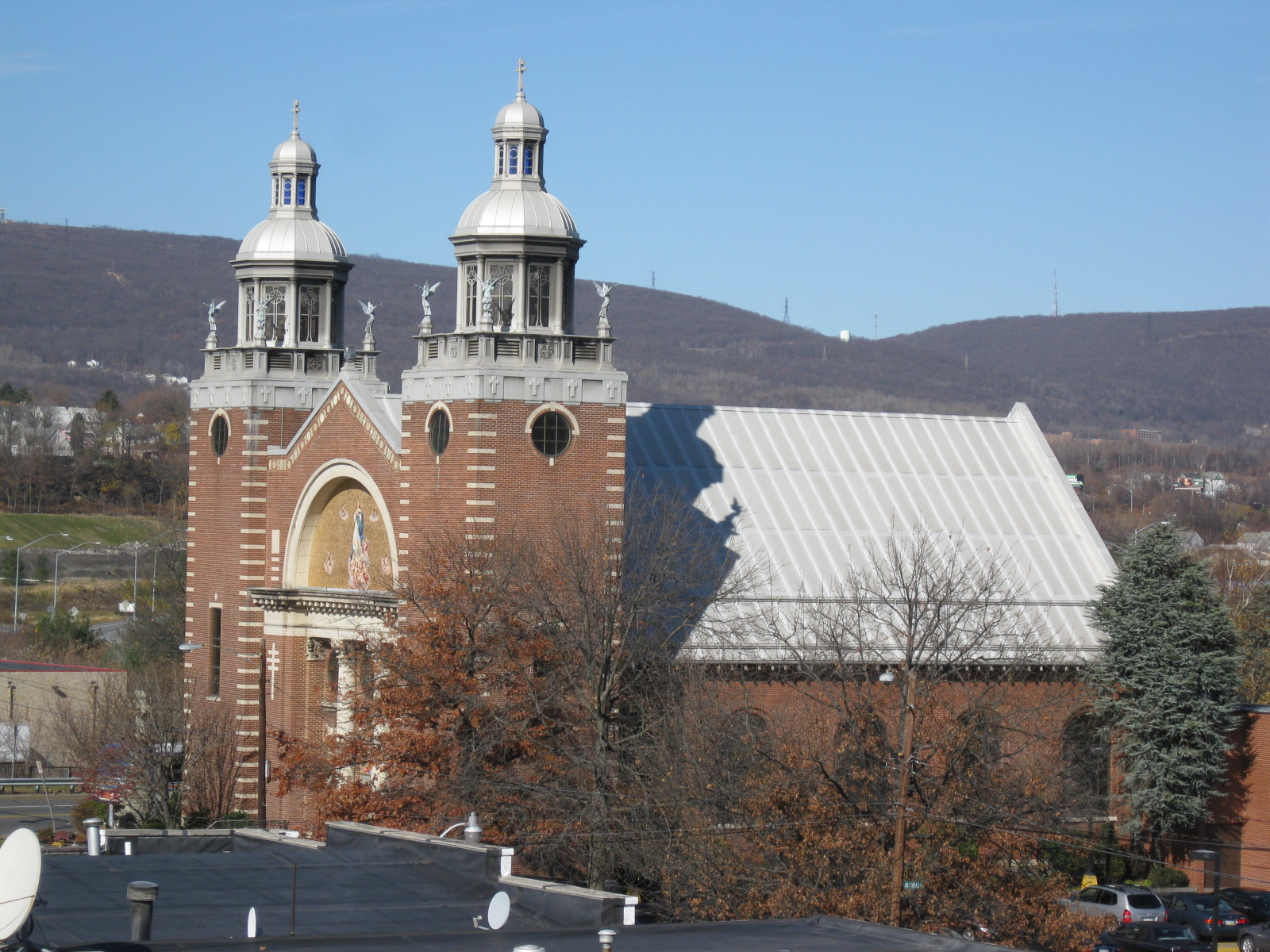
Українська греко-католицька церква Св. Володимира у Скрентоні
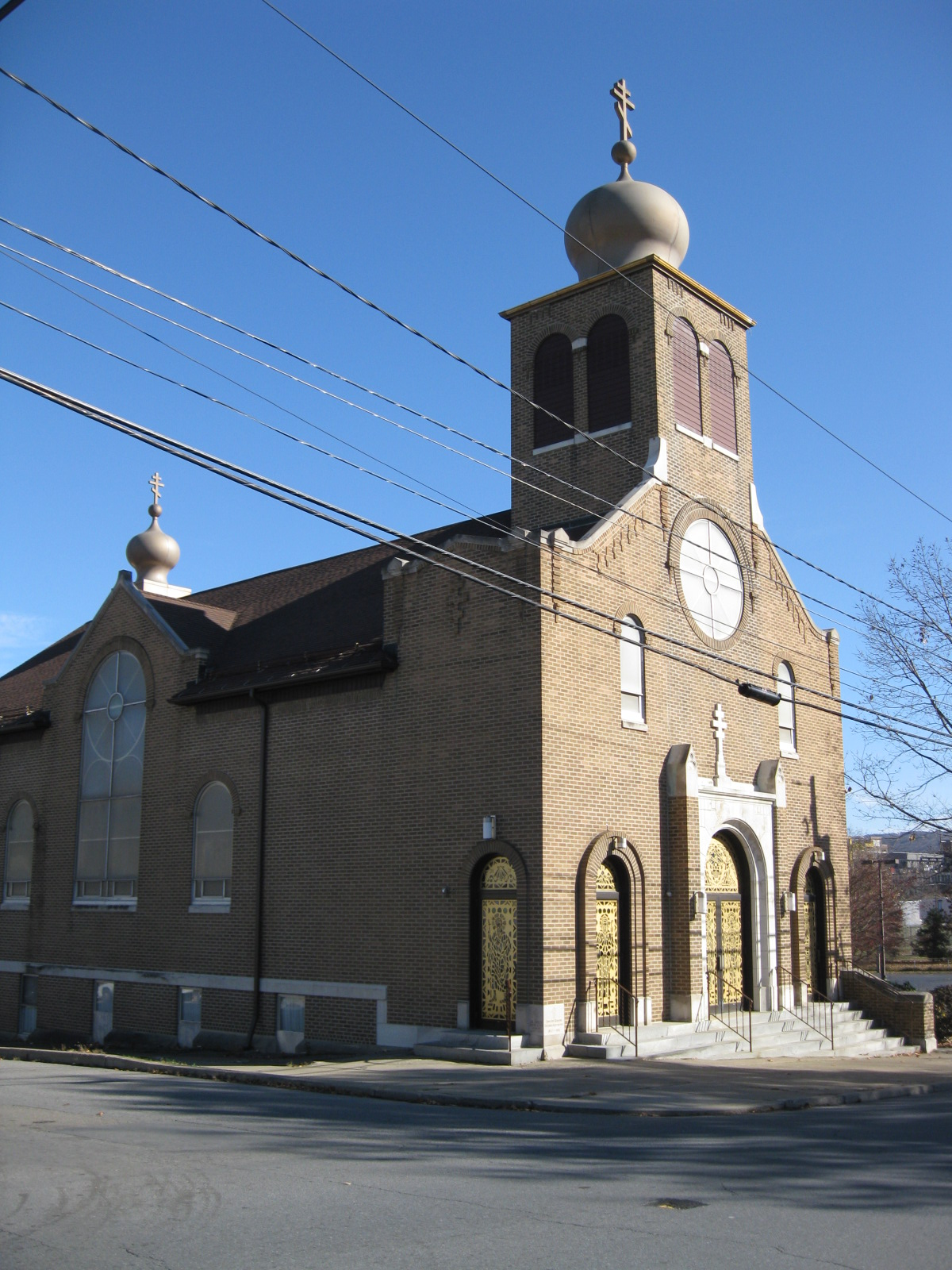
Римо-католицька церква св. Іоанна